# 1633 en musique classique
| \| • Retour à la chronologie générale de la musique classique • \| |
| Grèce • Rome • Haut Moyen Âge • VIIIe siècle • IXe siècle • Xe siècle • XIe siècle XIIe siècle • XIIIe siècle • XIVe siècle • XVe siècle • XVIe siècle • XVIIe siècle XVIIIe siècle • XIXe siècle • XXe siècle • XXIe siècle |
| • Retour à la chronologie générale de la musique classique • |

| Années en musique classique : 1630 - 1631 - 1632 - 1633 - 1634 - 1635 - 1636    |
| Décennies en musique classique : 1600 - 1610 - 1620 - 1630 - 1640 - 1650 - 1660 |

## Naissances
- 10 avril : Werner Fabricius, compositeur et organiste allemand († 9 janvier 1679).
- 21 mai : baptême de Joseph Chabanceau de La Barre, compositeur d'airs de cour français († avant 6 mai 1678).
- 16 juin : Nathanael Schnittelbach, violoniste et compositeur allemand († 16 novembre 1667).
- 6 septembre : Sebastian Knüpfer, compositeur allemand († 10 octobre 1676).

Date indéterminée :
- Jean-Nicolas Geoffroy, claveciniste, organiste et compositeur français († 11 mars 1694).

## Décès

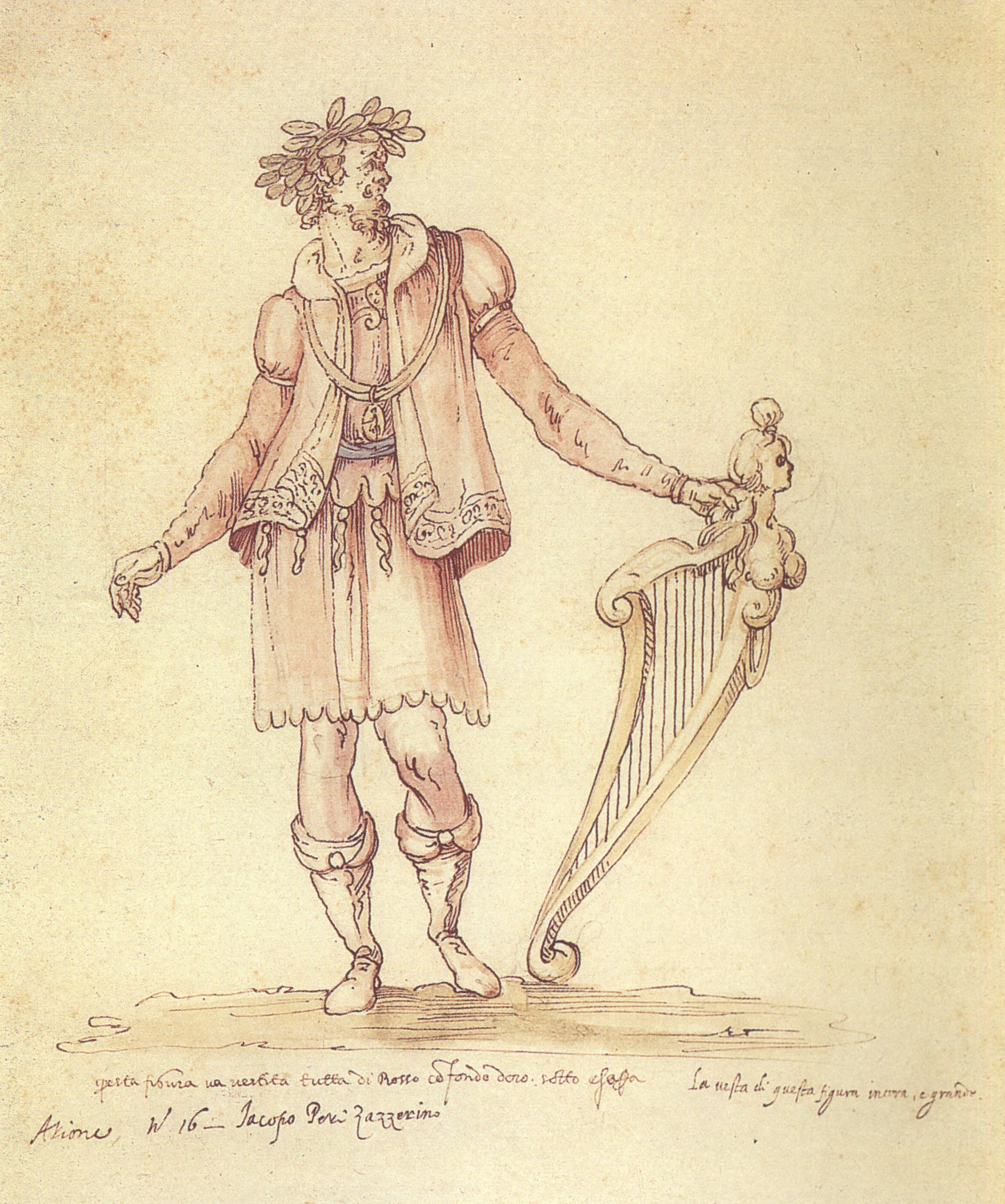
Jacopo Peri en costume d'Arion dans La Pellegrina.

- 27 mars : Peeter Cornet, compositeur et organiste des Pays-Bas espagnols (° vers 1570-1580).
- 21 avril : Scipione Dentice, compositeur et claviériste italien (° 29 janvier 1560).
- juin : Alessandro Orologio, compositeur et musicien italien (° vers 1555).
- 12 août : Jacopo Peri, compositeur et chanteur italien (° 20 août 1561).
- 25 octobre : Jehan Titelouze, organiste et compositeur français (° vers 1563).

Date indéterminée :
- Scipione Cerreto, musicologue italien (° 1551).
- Robert Johnson, compositeur et luthiste anglais (° 1583).